# Бест, Стивен
Стивен Бест (англ. Steven Best, родился в декабре 1955) — доцент факультета философии Техасского Университета в Эль-Пасо, автор книг и статей по философии, культурной критике, социальной теории и правам животных, активист движения за права животных, неоднократно выступавший в поддержку движения «Фронт освобождения животных», признанного ФБР представляющим террористическую угрозу. Основатель «Пресс центра освобождения животных Северной Америки».
Его идеи «тотальной свободы» (людей, животных и планеты) воспринимаются критически [кем?]. Его публикации запрещены в Великобритании. Выступает с лекциями в разных странах рассказывая о своей философии.
Стивен Бест изучает такие проблемы, как права животных, экологический кризис, биотехнологии, либертарная политика, модернистская и постмодернистская культура (от Герберта Уэллса до музыки хип-хопа), терроризм, СМИ, глобализация и доминирование капиталистических идей в мире.

## Стивен Бест и права животных
Книга Стивена Беста «Террористы или борцы за свободу?» — первая книга, дающая ответы на вопросы, касающиеся истории, этики, политики и тактики Фронта освобождения животных (ФОЖ). Книга описывает идеологию ФОЖ и с точки зрения активизма и с точки зрения теории, даёт возможность глубоко понять идеи этой международной организации и её место в движении за права животных.
Обращение к таким источникам, как Фома Аквинский и современное законодательство о борьбе с терроризмом в США (USA PATRIOT Act), а также к истории персонального опыта, позволяет автору подробно изучить историю гражданского неповиновения и саботажа, исследовать философское и культурное значение понятий «терроризм», «демократия» и «свобода». Эта книга бросает вызов ценностям, сформированным в условиях современной культуры. Среди соавторов есть такие выдающиеся люди, как Робин Вебб, Род Коронадо, Ингрид Ньюкирк, Пол Ватсон, Карен Дэвис, Брюс Фрэдрих, Патрис Джонс и другие.
Стивен Бест пишет: «Большая часть всех преступлений совершается в отношении животных, которые, однако, законная власть игнорирует. Сколько бы полезного можно было тут сделать путём образования и введения новых законов. ФОЖ существует, поскольку один лишь мирный диалог не способен привести к социальным переменам; активисты ФОЖ не верят системе, они наносят удар, когда существует угроза жизни, и борются за немедленный результат и перемены».
Многие книги Беста написаны в соавторстве с последователем Герберта Маркузе Дугласом Келлнером. Вместе с ним они входят в редакционную коллегию «Международного журнала по демократии участия» (International Journal of Inclusive Democracy), в рамках которого Бест совмещает проблему защиты животных с проблемами прямой демократии, социализма и прав человека. Над последней своей книгой (Academic Repression: Reflections from the Academic Industrial Complex) Бест работал в соавторстве с теоретиком критической педагогики Питером Маклареном.

## Иностранные поездки
В 2005 году Бесту был запрещён въезд в Великобританию, чтобы не допустить его участия в проходящей там конференции по правам животных. В ответ он заявил, что не удивлён запрету, так как в Великобритании после лондонских терактов установилась фашистская атмосфера.
В июне 2008 года Бест впервые, по приглашению активистов организации «Альянс за права животных» посетил Россию и провёл лекции в Московском государственном университете имени М. В. Ломоносова и Санкт-Петербургском государственном университете.

## Избранные работы

### Книги
- Best, Steven, Nocella, Anthony J., & McLaren, Peter Academic Repression: Reflections from the Academic Industrial Complex, AK Press, 2010. ISBN 978-1-904859-98-7
- Best, Steven and Nocella, Anthony J. Igniting A Revolution: Voices in Defense of the Earth, AK Press, 2006. ISBN 1-904859-56-9
- Best, Steven, and Nocella, Anthony J. Terrorists or Freedom Fighters? Reflections on the Liberation of Animals. Lantern Books, 2004. ISBN 1-59056-054-X
- Steven Best and Douglas Kellner. The Postmodern Adventure: Science, Technology, and Cultural Studies at the Third Millennium. Guilford, June 2001. ISBN 978-1-57230-665-3
- Best, Steven. The Politics of Historical Vision: Marx, Foucault, Habermas, Guilford 1995. ISBN 978-1-57230-145-0
- Best, Steven and Kellner, Douglas. Postmodern Theory: Critical Interrogations, Guilford 1991. ISBN 978-0-89862-412-0
- Best, Steven and Kellner, Douglas. The Postmodern Turn, Guilford 1991. ISBN 978-0-89862-412-0
- Best, Steven. Animal Rights and Moral Progress: The Struggle for Human Evolution. (forthcoming)

### Статьи и очерки
- Steven Best, "The Rise of Critical Animal Studies: Putting Theory into Action and Animal Liberation into Higher Education, " State of Nature (summer 2009).
- Steven Best, "Minding the Animals: Ethology and the Obsolescence of Left Humanism, " The International Journal of Inclusive Democracy, Vol. 5, No. 2 (Spring 2009).
- Steven Best, "Crisis Culture and the Waning of Revolutionary Politics, " The International Journal of Inclusive Democracy, Vol. 3, No. 4 (October 2007).
- Steven Best, "The Animal Enterprise Terrorism Act: New, Improved, and ACLU Approved, " The International Journal of Inclusive Democracy, Vol. 3, No. 3 (July 2007).
- Steven Best, "Rethinking Revolution: Animal Liberation, Human Liberation, and the Future of the Left, " The International Journal of Inclusive Democracy, Vol.2, No.3 (June 2006).
- Kellner, Douglas and Best, Steven, «Dawns,Twilights, and Transitions: Postmodern Theories, Politics, and Challenges», Democracy & Nature: The International Journal of Inclusive Democracy, Vol. 7, No. 1 (March 2001).